# King Kong 2: Yomigaeru Densetsu
King Kong 2: Yomigaeru Densetsu (キングコング2 甦る伝説 Kingu Kongu Tsū: Yomigaeru Densetsu?, lit. "King Kong 2: Leyenda Revivida") es un videojuego de rol creado por konami, fue lanzado por MSX en 1986 en Japón. Es la basada de la película del mismo año, King Kong Lives.
- Datos: Q4703743